# 油印

油印是在打印机未流行前的一种用蜡纸印刷的方法。由于所需的工具和材料简单，曾十分流行于学校和企业。主要工具是誊写钢版、誊写笔、蜡纸、油墨、白纸。
- 蜡纸：涂蜡的半透明纸，上有格纸，供刻写之用。
- 誊写钢版：一块约25×30厘米的木板中间镶有一块约10×25厘米的网纹钢版。
- 誊写笔：一枝头带钢质圆头笔尖的刻写笔。誊写时将有格蜡纸放在钢板上，用钢头誊写笔用力刻写字句，将蜡纸的涂蜡磨去，蜡纸经誊写笔刻画过的部分，可透油墨，而未经刻画的部分，仍不透油墨。

最简便的蜡纸印刷方法，是将已经刻写完毕的蜡纸用夹子固定上头，一手执蜡纸另外一头，将一张白纸放在蜡纸下，另一手拿一把平头毛刷，沾一些油墨，在蜡纸上由上至下、由左至右均匀地刷一遍，一张油印品告成。如此可重复多次，印出多张油印品。讲究一些的可用滚筒油印机，将油墨均匀涂刷在油印机滚筒上，然后卷上刻写过的蜡纸，在滚筒下安放一叠纸张，手摇滚筒印刷机的摇把，每转一圈，可印出一张油印页。
油印用途包括学校讲义、传单、通讯、资料等。每张預刻好的蜡纸，可以印数张至数十张。